# ديفيد مارك كوهن
ديفيد مارك كوهن (بالإنجليزية: David Mark Cohen)‏ هو كاتب مسرحي أمريكي، ولد في 2 أكتوبر 1952، وتوفي في 23 ديسمبر 1997.